# Zabłudów (gmina)
Pour les articles homonymes, voir Zabłudów.
La gmina de Zabłudów est une commune urbaine-rurale polonaise de la voïvodie de Podlachie et du powiat de Białystok. Elle s'étend sur 339,76 km² et comptait 8.451 habitants en 2006. Son siège est la ville de Zabłudów qui se situe à environ 16 kilomètres au sud-est de Białystok.

## Villages
Hormis la ville de Zabłudów, la gmina de Zabłudów comprend les villages et localités d'Aleksicze, Bobrowa, Ciełuszki, Dawidowicze, Dobrzyniówka, Dojlidy-Kolonia, Folwarki Małe, Folwarki Tylwickie, Folwarki Wielkie, Gnieciuki, Halickie, Kamionka, Kaniuki, Kołpaki, Kowalowce, Koźliki, Krynickie, Kucharówka, Kudrycze, Kuriany, Laszki, Łubniki, Łukiany, Małynka, Miniewicze, Nowosady, Ochremowicze, Olszanka, Ostrówki, Pasynki, Pawły, Płoskie, Protasy,Rafałówka, Ryboły, Rzepniki, Sieśki, Skrybicze, Solniki, Tatarowce, Zabłudów-Kolonia, Zacisze, Zagórki, Zagruszany, Zajezierce, Żuki, Zwierki et Żywkowo.

## Villes et gminy voisines
La gmina de Zabłudów est voisine de la ville de Białystok et des gminy de Bielsk Podlaski, Gródek, Juchnowiec Kościelny, Michałowo, Narew et Supraśl.